# Nabgram
Nabgram é uma vila no distrito de Barddhaman, no estado indiano de Bengala Ocidental.

## Demografia
Segundo o censo de 2001, Nabgram tinha uma população de 4643 habitantes. Os indivíduos do sexo masculino constituem 54% da população e os do sexo feminino 46%. Nabgram tem uma taxa de literacia de 58%, inferior à média nacional de 59,5%: a literacia no sexo masculino é de 68% e no sexo feminino é de 46%. Em Nabgram, 11% da população está abaixo dos 6 anos de idade.